# Arapahoe (Nebraska)
Arapahoe és una població dels Estats Units a l'estat de Nebraska. Segons el cens del 2000 tenia 1.028 habitants.

## Demografia
Segons el cens del 2000, Arapahoe tenia 1.028 habitants, 456 habitatges, i 280 famílies. La densitat de població era de 409,2 habitants per km².
Dels 456 habitatges en un 26,3% hi vivien nens de menys de 18 anys, en un 52,6% hi vivien parelles casades, en un 6,1% dones solteres, i en un 38,4% no eren unitats familiars. En el 36,8% dels habitatges hi vivien persones soles el 25,7% de les quals corresponia a persones de 65 anys o més que vivien soles. El nombre mitjà de persones vivint en cada habitatge era de 2,18 i el nombre mitjà de persones que vivien en cada família era de 2,86.
Per edats la població es repartia de la següent manera: un 23,6% tenia menys de 18 anys, un 5,1% entre 18 i 24, un 24% entre 25 i 44, un 18,4% de 45 a 60 i un 28,9% 65 anys o més.
L'edat mediana era de 43 anys. Per cada 100 dones de 18 o més anys hi havia 71,4 homes.
La renda mediana per habitatge era de 29.500 $ i la renda mediana per família de 36.750 $. Els homes tenien una renda mediana de 28.365 $ mentre que les dones 20.795 $. La renda per capita de la població era de 15.191 $. Aproximadament el 6,1% de les famílies i el 9,7% de la població estaven per davall del llindar de pobresa.

## Poblacions més properes
El següent diagrama mostra les poblacions més properes.